# Gorosito y señora
Gorosito y señora fue una telecomedia argentina que se transmitió durante 1972 y 1973, protagonizada por Santiago Bal y Susana Brunetti, y dirigida por Edgardo Borda, con libros de Jorge Basurto y Juan Carlos Mesa. Se transmitió todos los sábados a las 21.30 por Canal 13 con un total de 19 capítulos.

## Historia
La trama cuenta las aventuras de Tito y Gina Gorosito (Santiago Bal y Susana Brunetti), una pareja recientemente casada, que debían padecer a sus meteretes vecinos, Lili y Pepe Fetucchini (Mabel Manzotti y Eduardo Muñoz), complemento ideal para un ciclo dinámico. También debían lidiar con la madre de Alberto, una suegra muy celosa y metida, y con su traviesa mascota Boneco. Generalmente, culminaban el programa con Tito diciéndole a su esposa "No tenés señora, Gorosito....!" y ella respondiendo graciosamente: "Nu!" (Por "No!").

## Frases populares de la serie
- "Haceme acordar que mañana te mato".
- "Fetuccini, a casa!".
- En mi casa somos todos comunistas menos la mucama, que es de la Nueva Fuerza.
- “Sí, cariño”. Siempre respondía Fettuccini a su esposa

## Repercusión
El teleteatro que duró dos temporada, tuvo mucho suceso y repercusión televisiva, hasta tuvo algunas nominaciones en la edición 14 de los Premios Martín Fierro. Brunetti encabezó fugazmente La cuñada de Gorosito, interrumpida por su enfermedad que culminó en su muerte en junio de 1974. Todo el material fílmico se perdió en el incendio de Canal 13, el  2 de julio de 1980.

## Elenco
- Santiago Bal como Alberto Gorosito.
- Susana Brunetti como Gina de Gorosito
- Mabel Manzotti como Lili de Fetuchini
- Eduardo Muñoz como Pepe Fetuchini
- Juan Carlos Calabró como Augusto
- Musladin Alumá
- Dora Ferreiro como la Madre de Alberto.
- Lydia Lamaison
- Joe Rígoli
- Ernesto Bianco
- Cacho Espíndola
- María Noel
- Lolo como el Jardinero.
- Boneco de Lolo como la Mascota de los Gorosito[4]

- EQUIPO TÉCNICO:
- Autores: Juan Carlos Mesa - Jorge Basurto
- Escenografìa: Seijas
- Iluminación: Alfredo san Juan
- producción: Juan Carlos Mesa
- Dirección: Edgardo Borda